# Риф, обнажение известняка у села Покровское
Риф, обнажение известняка у села Покровское — геологический памятник природы местного значения. Находится в Бахмутском районе Донецкой области возле села Покровское. Статус памятника природы присвоен решением облисполкома от 21 июня 1972 года № 310. Площадь — 0,2 га. Представляет собой выход известняков на дневную поверхность в виде рифа.
Риф располагается на северо-восточной окраине села Покровского. Обнаружен геологами производственного объединения «Донбассгеология». Сформировался 200 миллионов лет назад, в чистом водоёме, как результат жизнедеятельности разнообразных организмов — кораллов, морских ежей, губок.